# El Pla de Montpolt
el Pla de Montpolt és una masia situada al municipi de Lladurs, a la comarca catalana del Solsonès.